# Mordet i Finderup lade
Mordet i Finderup lade er drabet på den danske konge Erik Klipping (1249-1286), der fandt sted Sankt Cecilie nat den 22. november 1286. Det er det seneste mord i Danmark på en regent eller regeringsleder. Drabet fandt sted i landsbyen Finderup sydvest for Viborg.
På kongens lig var 56 stiksår, hvilket kan tyde på, at syv personer (Skänninge-annalerne) har stukket kongen hver otte gange - en gang fra hver bagmand. Kongen blev bisat i Viborg Domkirke, hvor hans grav er markeret midt i koret.
Kort efter drabet blev der rejst et bodskapel på stedet, hvor drabet fandt sted. Det er nu den mest udbredte mening, at dette bodskapel blev Finderups første kirke. I 1891 blev der, hvor drabet skulle have fundet sted, rejst et mindekors bekostet af digteren og rigmanden Thor Lange. Korset står på det sted, hvor Finderups oprindelige sognekirke lå. Den blev revet ned midt i 1500-tallet.
Ved Danehoffet i pinsen 1287 dømtes ni mand skyldige for deltagelse i drabet:
- Grev Jakob af Halland
- Marsk Stig Andersen
- Ridder Peder Jakobsen
- Ridder Peder Porse
- Ridder Niels Hallandsfar
- Ridder Niels Knudsen
- Væbner Rane Jonsen
- Væbner Aage Kakke
- Væbner Arvid Bengtsen

Kun Arvid Bengtsen blev dømt for deltagelse i drabet, mens resten blev dømt for råd mod kongens liv. Straffen for alle ni var døden, som kunne afløses af fredløshed.
I Christoffer 2.s håndfæstning (1320) blev det bestemt, at de fredløse, deres arvinger og alle, hvis gods var blevet konfiskeret, skulle have deres ejendom tilbage – det skal bl.a. ses i relation til, at de havde støttet Christoffer mod broderen Erik Menved. Familierne havde imidlertid allerede fået godset tilbage i 1295 som led i fredsslutningen med Norge efter De fredløses krig.
1891 rejstes på foranledning af Thor Lange et 2,7 m højt granitkors tegnet af J.B. Løffler til minde om begivenheden.